# روبرت مردوخ
كيث روبرت مردوخ (بالإنجليزية: Keith Rupert Murdoch) هو رجل أعمال أسترالي أمريكي (من مواليد 11 مارس 1931)، يُعد قطبًا من أقطاب التجارة والإعلام الدولي، وهو حائز على شارة المرتبة الأسترالية وصليب مرتبة القديس جورج الأكبر. أصبح مردوخ المدير العام لشركة نيوز ليميتد News Limited «الأخبار المحدودة» في أستراليا، والتي ورثها عن والده، في عام 1952. وهو مؤسس، ورئيس مجلس الإدارة والرئيس التنفيذي للشركة القابضة للإعلام الدولي نيوز كوربوريشن News corporation التابع لها قناة فوكس نيوز الاخبارية المشهورة بمناصرتها المطلقة لإسرائيل وعدائها الشديد للقضية الفلسطينية. تعتبر شركة نيوز كوربوريشن ثاني أكبر تكتل لوسائل الإعلام في العالم. تتبع مردوخ أيضا الشركات التي خلفت نيوز كوربوريشن بعد انقسام التكتل في 28 يونيو /حزيران 2013، وهي مؤسسة الأخبار نيوز كورب News Corp وشركة فوكس للقرن 21 للأفلام الأمريكية (21st Century Fox).
أستحوذ مردوخ في الخمسينات والستينات من القرن الماضي علي العديد من الصحف المتنوعة في أستراليا ونيوزيلندا، قبل أن يتوسع في المملكة المتحدة في عام 1969، واستولي على جريدة نيوز أوف ذه ورلد «أخبار العالم» وتبعها بقليل جريدة ذا صن «الشمس» الشعبية. انتقل إلى نيويورك في عام 1974 للتوسع في السوق الأمريكية، لكنه حصر اهتمامة في أستراليا وبريطانيا. في عام 1981، اشترى مردوخ صحيفة ذي تايمز «المواعيد»، أول صحيفة له من القطع الكبير في بريطانيا، وأصبح مواطنا أمريكيا بالتجنس في عام 1985.
في عام 1986، ولحرصه على تبني أحدث تقنيات النشر الإلكتروني، قام بتوحيد ودمج عمليات الطباعة في المملكة المتحدة في مقر بحي وبينج شرقي لندن، مما تسبب في نزاعات صناعية مريرة. استحوذت شركته نيوز كوربوريشن علي شركة فوكس للقرن العشرين للأفلام الأمريكية 20th Century Fox عام 1985، وشركة هاربر كولينز HarperCollins للنشروالطباعة عام 1989  وصحيفة وول ستريت جورنال The Wall Street Journal عام 2007. قام مردوخ بتكوين شركة بي سكاي بي «سكاي البريطانية للبث الفضائي» في عام 1990 وخلال التسعينات توسع في شبكات البث الفضائي في آسيا وشبكات التلفزة في أمريكا الجنوبية. بحلول عام 2000، أصبحت شركة مردوخ «نيوز كوربوريشن» تمتلك أكثر من 800 شركة في أكثر من 50 بلدا في العالم بصافي أصول يصل لأكثر من 5 مليارات دولار.
في يوليو 2011، واجه مردوخ مزاعم بأن شركاته، بما في ذلك «أخبار العالم» نيوز أوف ذه ورلد البريطانية المملوكة لشركة «نيوز كوربوريشن»، قد تجسست بانتظام على هواتف مشاهير، وملوك ومواطنين عامة. يواجه مردوخ تحقيقات حكومية وشُرطية من قبل الحكومة البريطانية تتعلق بالرشوة والفساد وتحقيقات تتبع مكتب التحقيقات الفيدرالي في الولايات المتحدة. وفي 21 مايو 2012، استقال مردوخ من منصبه كمدير لشركة نيوز انترناشونال «الأخبار العالمية» للنشر وهي شركة فرعية مملوكة بالكامل لشركة نيوز كورب News Corp. في عام 2014، ادرج مردوخ في ساحة التلفزة للمشاهير لإسهاماته في مجال التلفزة.

## مسيرته المهنية
ولد في ملبورن بأستراليا من أب وأم اسكتلنديين.كان والده يمتلك الصحف الإقليمية ولكن كان يخسر فارسل ابنه إلى إنجلترا ليتعلم الصحافة بدأ مردوخ مسيرته في الصحف المحلية والتلفزيونات الأسترالية ثم ما لبث ان تمدد إلى بريطانيا واميركا حيث بسط سيطرته على صناعة الافلام والاعلام الفضائي وحتى شبكات الإنترنت. بعد أن أحكم سيطرته على السوق الإعلامية في أستراليا قام بتوسيع نشاطه، وتحول عام 1969 إلى بريطانيا؛ حيث اشترى أولا صحيفة “News of the world” الأسبوعية التي كان يصل حجم توزيعها إلى 6.2 ملايين نسخة حيث كان يعتمد على الرياضة- الفضائح - الجنس، ثم قام بتغيير سياستها التحريرية اعتمادًا على الموضوعات الجنسية، والتركيز على العناوين ذات الحجم الكبير. بعد عدة أسابيع اشترى صحيفة “The Sun” بنصف مليون جنيه إسترليني بعد أن شارفت على الإفلاس؛ فخفض عدد العاملين بها حيث كان يبلغ توزيع الجريدة في اليوم الواحد إلى 5 ملايين نسخة، ثم ما لبث ان قلب سياستها التحريرية رأسًا على عقب، واستحدث في الصحيفة ركناً يومياً ثابتًا لصورة فتاة عارية، وركّز على أخبار الفضائح وما يحدث في المجتمع المخملي؛ فارتفعت مبيعات الصحيفتين في وقت قصير ليحقق مردوخ أرباح طائلة ويسيطر على سوق الإعلام البريطاني.

## نفوذ مردوخ، ودخوله السوق الشرقي

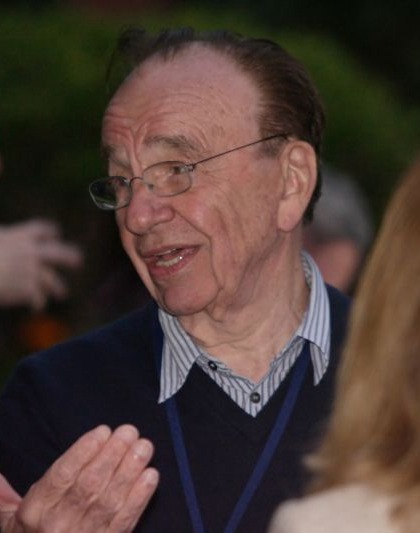
روبرت مردوخ

يملك الإمبراطور الاعلامي مردوخ عدة صحف محافظة مثل النيويورك بوست الاميركية والتايمز والصن الإنجليزية ويسيطر على شبكة فوكس نيوز وينزع مردوخ بحسب شهادته الخاصة إلى اتجاه موال لإسرائيل وداعم لها ومن جهة أخرى معاد لفرنسا ومحارب لنفوذها وهو ما يلاحظ في حملات وسائله الاعلامية على فرنسا.
دخل مردوخ السوق الاعلامي العربي صراحة وشريكاً عبر استثماره في روتانا أو ما برر بأنه ‘‘نقاش’’ لتملك حصة. شركة روتانا تعتبر القوة الإعلامية المهيمنة في الشرق الأوسط، وتمتلك ست قنوات تلفزيونية وذراعا لإنتاج الأفلام. وبالرغم من أنها قد انطلقت خلال السنتين الماضيتين إلا أنها مع هذا تستحوذ على 50 في المائة من إجمالي إنتاج الأفلام العربية، مع العلم أنها أنتجت نحو 22 فيلماً في 2005.. وفي ظل عدم اعتبار العالم العربي والخليج تحديداً سوقا استهلاكيا معوضاً لكلفة الفن (ماديا).
مؤخرا اشترى محطة “تي. جي. آر. تي” التلفزيونية التركية الخاصة بعد مساومات استمرت أكثر من عام، ويسعى مردوخ إلى شراء صحيفة “تركيا” ووكالة “اخلاص” للأنباء اللتين يملكهما رجل الأعمال التركي أنور اوران في مسعى يهدف التصدي للشعور المعادي ل “إسرائيل” وأمريكا وكسب تركيا من جديد بعد تراجع صورة الحليفين في الشارع التركي كما يصنف على أنه محاولة للدخول إلى العقل الشرقي عبر اعلامه المخترق اصلا. والذي يمتلك مردوخ تأثيرا كبيرا على أهم فضائياته عبر علاقاته الشخصية مع امراء الخليج ونفوذه الأخباري كونه من مصادر تلقيم الأخبار.
دعم مردوخ للمحافظين الجدد تجلى في موقف وسائله الاعلامية الداعم لحرب العراق والذي استعمل في وقتها مردوخ نفوذه الاعلامي لتأليب الرأي العام ضد العراق وإنشاء أرضية شعبية لخطط بوش ووزارة دفاعه.

## العلاقة مع إسرائيل
يرى بعض الكتاب العرب كياسر الزعاترة أن لمردوخ علاقة وثيقة مع الإيدولوجيا الصهيونية المناصرة لفكرة إقامة موطن لليهود في فلسطين.

## العلاقة مع الوليد بن طلال
الوليد بن طلال له علاقات تجارية مع روبرت مردوخ وإبنه جيمس مردوخ. فلهم شراكات تجارية في النيوز كوربوريشن ومجموعة روتانا.
وقد وصف الوليد بن طلال روبرت مردوخ بالصديق الحميم.

## سياسة مردوخ المهنية
يتعامل مردوخ مع الأحداث والأخبار كبضاعة يصار إلى تسييسها وتسويقها بشكل مؤثر ومربح في آن واحد، مهما كان الثمن الأخلاقي، وهو ما استخدمه في كثير من المواقف حيث يؤمن مردوخ بالإنترنت كلغة للعالم القادمة وبالتكنولوجيا الجديدة وعصر السرعة. كما يعتبر من أقوى الممهدين للعولمة ولكسر الحدود الحضارية والثقافية بهدف التغلغل في كبد المجتمعات تمهيدا ل’’عصرنتها‘‘ ويقدم مصالحه الشخصية والعقائدية على كل ما سواها. كما ويعتبر وفيا لانتمائه اليميني ولقناعاته المتماهية مع محافظي الادارات الاميركية، قام روبرت مردوخ بشراء موقع ماي سبيس الاجتماعي بمبلغ فاق النصف مليار دولار أمريكي. لكن سرعان ما باعه ب35 مليون دولار أمريكي فقط بعد عزوف المستخدمين عن ماي سبيس وهررب المعلنيين أيضاً. وتقدر ايرادات ماي سبيس سنة 2011 ب183 مليون دولار بالمقارنة مع 605 ملايين دولار في ذروة نجاحه.

## حادثة شارلي إبدو

تغريدة مردوخ على تويتر تعقيباً على حادثة شارلي إيبدو

في أعقاب الهجوم المسلح على صحيفة شارلي إبدو، يوم الأربعاء السابع من يناير 2015، غرّد مردوخ من حسابه على تويتر صباح السبت تعقيباً على الحادثة محملاً جميع المسلمين المسؤولية عنها،، قائلاً: 
 وهو ما أطلق ردود استهجان واسعة، والتي كان أبرزها الحملة الساخرة التي أطلقها الممثل عزيز أنصاري بعنوان «خطأ روبرت»(بالإنجليزية: RupertsFault#) وغيره من المشاهير كالروائية جوان رولينج موراي، وجون ستيوارت الذي خصص حلقة الإثنين من برنامجه السياسي الساخر «ذا دايلي شو» لمهاجمة مردوخ.

## الصحف
أستراليا:
- ذو أوستراليان
  - ذو ويك آند أوستراليان
- ذو ماركوري
- ذو نورثرن تيروتيري نيوز
- ذو ماركوري
  - ذو صنداي تيلغراف
- سبورتسمان
- ذو هيرالد سان
  - صنداي هيرالد سان
- ذو هيرالد أند ويكلي تايمز أل تي دي
- ذو كوريير مايل
  - ذو صنداي مايل (بريزبان)
- ذو أدفيرتيسر
- كامبرلند نيوزبايبر غروب (20 صحيفة في مقاطعة سيدني)
- ليدر نيوزبايبر غروب (30 صحيفة في مقاطعة ملبورن)
- ذو كارنس بوست (42%)
- نورث كوينزلاند نيوزبايبر غروب
- تاونسفيل بولتان
- كواست كومينوتي نيوزبايبر
- سنترالين أدفوكايت
- ذو سوبربان
- تريجر آيرلندر
- دارونت فالي غازت
- صنداي مايل
- مسنجر براس غروب
- صنداي تايمز

بريطانيا:
- ذي تايمز
- نيوز أوف ذه ورلد
- ذا صن

الولايات المتحدة الأمريكية:
- نيويورك بوست
- دو جونز أند كومباني
- وول ستريت جورنال

## وصلات خارجية
- روبرت مردوخ على موقع IMDb (الإنجليزية)
- روبرت مردوخ على موقع الموسوعة البريطانية (الإنجليزية)
- روبرت مردوخ على موقع مونزينجر (الألمانية)
- روبرت مردوخ على موقع إن إن دي بي (الإنجليزية)
- روبرت مردوخ على موقع قاعدة بيانات الفيلم (الإنجليزية)
- بيانات مردوخ على موقع فوربس
- شجرة العائلة نسخة محفوظة 3 يوليو 2014 على موقع واي باك مشين.
- الشخصية على موقع nndb.com
- مقالة من الكاتب فهد عامر الاحمدي
- فيلم وثائقي